# Малиша Вучићевић
Малиша (Милојко) Вучићевић (Велика Ломница, 10.05.1929 - Крушевац, 13.02.2005) био је југословенски књижевник и најмлађи првоборац бивше СФРЈ, српског порекла. Писао је за децу и одрасле, о догодовштинама из Другог светског рата. Написао збирку приповедака Ако је сан, пробудите ме, драмски текст Игре и надигравања и романе : Сам против свих, Изненађења, Јурњаве, а његов најпознатији роман Малишан у олуји био је у програму школске лектире. Завршио је Вишу управну школу у Београду. Радио је у Историјском архиву и Народној библиотеци у Крушевцу.